# پروشات
پروشات، پری‌شاد یا پری‌زاد (پارسی باستان: Parušyātiš؛ سده ۵ پیش از میلاد) یکی از ملکه های قدرتمند و پرآوازهٔ دوران هخامنشیان، همسر داریوش دوم و مادر اردشیر دوم هخامنشی بود. او در زمان پادشاهی همسر و پسرش نفوذ بسیاری در دربار داشت. پروشات به سیاست‌پردازی، کاردانی، سخت‌دلی و خشونت با دشمنانش معروف است. او در طول دوره فرمانروایی شوهرش داریوش دوم و پسرش اردشیر دوم تا زمان مرگش برای چهل سال نفوذ به شدت زیاد و بزرگی داشت و نقش مشاور  سیاسی را برای هر دو شاهنشاه بر عهده داشت. طبق گفته‌های تمام تاریخنگاران، نقش نیرومند پروشات یکی از علل اصلی نابودی شاهنشاهی هخامنشی بوده‌است.

## نام
در منابع او پروشات، پریزاتس یا پریساتش نامیده شده‌است. در فارسی نو پری‌زاد و پری‌شاد برابرهای این نام هستند. نام او در پارسی باستان پروشیاتیش (Parušyātiš) بود. او همچنین در آثار یونانی پریساتش (Παρύσατις) و در منابع اکدی پورو شاتیش (Puru-'-šátiš) نامیده شده‌است.

## زندگی‌نامه
پروشات دختر اردشیر یکم، شاهنشاه ایران، و آندریا، همسر بابلی او، بود. وی خواهر ناتنی خشایارشای دوم، سغدیانه و داریوش دوم بود. پروشات با برادر ناتنی خود، داریوش دوم، ازدواج کرد و از او صاحب ۱۳ پسر شد که از این تعداد چهار پسر به نام‌های اردشیر دوم، اوستن، کوروش کوچک و هوخشدره و یک دختر به نام آمستریس تا بزرگسالی زنده ماندند.

### نفوذ در دربار ایران
پروشات زنی بسیار قدرتمند و دارای شبکه‌ای از جاسوسان و خبرچینان بود. کتزیاس، که پزشک وی بود، در کتاب‌های خود ذکر می‌کند که او چگونه افرادی را که برای تاج‌وتخت تهدیدی بودند شناسایی و اعدام می‌کرد. پروشات بسیار باهوش بود و موفق شد به داریوش دوم، که فرزندی غیررسمی بود و قانونی به‌شمار نمی‌رفت، در رسیدن به تاج‌وتخت کمک کند. کتزیاس یاد کرده که داریوش به مشاوره پروشات بسیار وابسته و متکی بود.
گفته می‌شود که وی افزون بر این، دارای زمین‌ها و روستاهای بسیاری در سوریه، ماد و بابل بوده و مدارکی از دریافت مستقیم مالیات توسط او و همچنین خدمتکاری که مدیریت دارایی‌ها و جمع‌آوری مالیات را بر عهده داشت، باقی مانده‌است.

### حمایت از کوروش کوچک

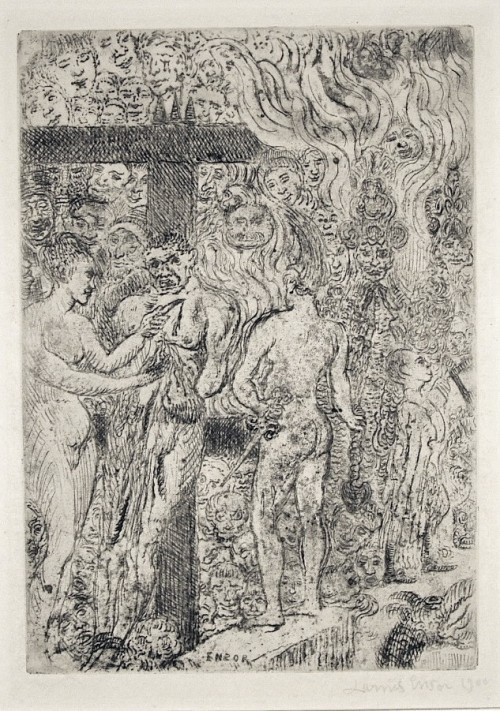
ملکه پروشات در حال کشتن یک خواجه اثر جیمز انسور

کوروش پسر مورد علاقه پروشات بود و به دلیل نفوذ وی بود که کوروش در نوجوانی در حدود سال ۴۰۷ پیش از میلاد به فرمانداری غرب آناتولی رسید. داریوش پیش از مرگش قصد داشت اردشیر دوم را به عنوان جانشین خود انتخاب کند اما پروشات با انتخاب کوروش کوچک موافق بود و به همین دلیل هنگامی که همسرش بیمار بود و قصد داشت پادشاهی را به اردشیر واگذار کند، پروشات کوروش کوچک را که فرماندار لیدیه بود به دربار فراخواند تا مانع جانشینی اردشیر شود. کوروش کوچک دیر رسید و مراسم در حال اجرا بود پس چنان به هیجان آمد که به اردشیر به قصد کشت حمله کرد. این حمله ناموفق بود و کوروش نیز به دستور شاه دستگیر شده و فوراً محکوم به اعدام شد. پروشات توانست با تمهیدی جان کوروش کوچک را نجات دهد:.
درست پیش از اجرای حکم اعدام، کوروش را چنان محکم در آغوش گرفت که در صورت اقدام جلاد، خودش نیز کشته می‌شد. او توانست فرمان عفو کوروش کوچک را از شاه داریوش بگیرد و وی را به لیدیه بازگرداند.
سپس کوروش کوچک در لیدیه در مقابل اردشیر دوم شورش کرد و در پی آن جنگ‌های سختی بین این دو برادر درگرفت که چرخاننده آن‌ها را ملکه پروشات می‌دانند. کوروش سرانجام در نبرد کوناکسا شکست خورد و کشته شد. پروشات ساتراپ تیسافرن را برای مرگ او مقصر می‌دانست و در نتیجه کمی بعد او را به قتل رسانید.
مطابق فصل مربوط به اردشیر دوم در زندگی پلوتارک، یک سرباز جوان ایرانی به نام مهرداد در نبرد کوناکسا ندانسته به کوروش کوچک ضربه زد و او گیج و مبهوت از اسب افتاد. برخی از خواجه‌ها کوروش را پیدا کردند و سعی کردند او را به جای امنی برسانند، اما یک کائونوسی از پیروان اردوگاه پادشاه با نیزه رگ پشت زانوی او را زد که او در پی آن به زمین افتاد و با برخورد سرش به سنگ، درگذشت. پروشات مهرداد را که در دربار بدون اطلاع به خاطر کشته شدن کوروش خودستایی می‌کرد، با دو کرجی اعدام کرد. او همچنین با پیروزی در یک بازی تاس در مقابل پسرش اردشیر، ماسابات، خواجه او که دست و سر کوروش را قطع کرده بود، به دست آورد و با کندن پوستش از او انتقام گرفت.

### رقابت با استاتیرا
استاتیرا همسر اردشیر دوم بود. تری‌تخمه، برادر او، یکی از خواهران ناتنی خود را بیش از آمستریس، دختر پروشات و داریوش دوم، که برایش در نظر گرفته شده بود، دوست می‌داشت. بدین ترتیب تری‌تخمه سعی کرد شورشی ایجاد کند، اما این شورش سرکوب و پروشات تمام خانواده او را به قتل رساند و تنها به درخواست شوهرش از کشتن استاتیرا صرف نظر کرد.
پس از روی کار آمدن اردشیر دوم و ناکامی کوروش برای تصاحب تخت سلطنت، پروشات، ملکه مادر و استاتیرا، ملکه همسر، هر دو در تلاش بودند تا تأثیر اصلی سیاسی بر شاه را داشته باشند و بدین ترتیب آن‌ها به رقبای سرسختی تبدیل شدند.
گفته می‌شود که نفرت شدید میان این دو زن باعث شد که پروشات برای آسیب رساندن به استاتیرا، اردشیر دوم را تشویق به رابطه با زنان صیغه‌ای کند. استاتیرا همچنین علناً علیه ظلم و ستم ملکه مادر در دربار ایران صحبت می‌کرد. برای نمونه او با انتقاد از رفتار وحشیانه پروشات با خواجه ماسابات، به این درگیری شدت بخشید.
پروشات سرانجام استاتیرا را به قتل رساند. منابع کلاسیک دلایل مختلفی برای این عمل آورده‌اند. با توجه به یک منبع، پروشات در تلاش برای نجات زندگی کلئارخوس فرمانده اسپارتی و ژنرال‌های تابعش بود، که تیسافرن آن‌ها را اسیر کرده بود، اما استاتیرا در آخر موفق شد همسرش را متقاعد کند که اعدام زندانیان را به اجرا درآورد؛ بنابراین تصور می‌شود پروشات استاتیرا را مسموم کرده‌است. پلوتارک، در زندگی‌نامه اردشیر دوم، این داستان را باور نکرده‌است. طبق یک منبع دیگر، پروشات عروس خود را به قتل رساند زیرا متوجه شد که پسرش فقط نسبت به همسرش عشق واقعی دارد. پلوتارک گزارش می‌دهد که پروشات ترور را با کمک خدمتکار وفاداری به نام گیگیس انجام داده‌است. او پرنده‌ای را با چاقویی سمی برای غذا آماده کرد به گونه‌ای که فقط نیمی از آن با سم مخلوط شده بود. پروشات این نیمه سمی را در هنگام غذا خوردن با استاتیرا به او خوراند. این وعده غذایی مسموم باعث مرگ دردناک استاتیرا شد.
اردشیر خشمگین شد و سعی کرد گیگیس را که به پروشات پناه برده بود، دستگیر کند. او سرانجام هنگامی که به دیدار خانواده‌اش رفت، دستگیر و اعدام شد. پروشات نیز به بابل تبعید شد، اما سپس از آنجا بازگشت تا همچنان به شاه مشاوره دهد. او به شاهنشاه توصیه کرد که با دخترانش آمستریس و آتوسا ازدواج کند، تا به نفوذ خود بر او ادامه دهد، چرا که آن‌ها در دربار تجربه کمتری داشتند.

## در فرهنگ عامه

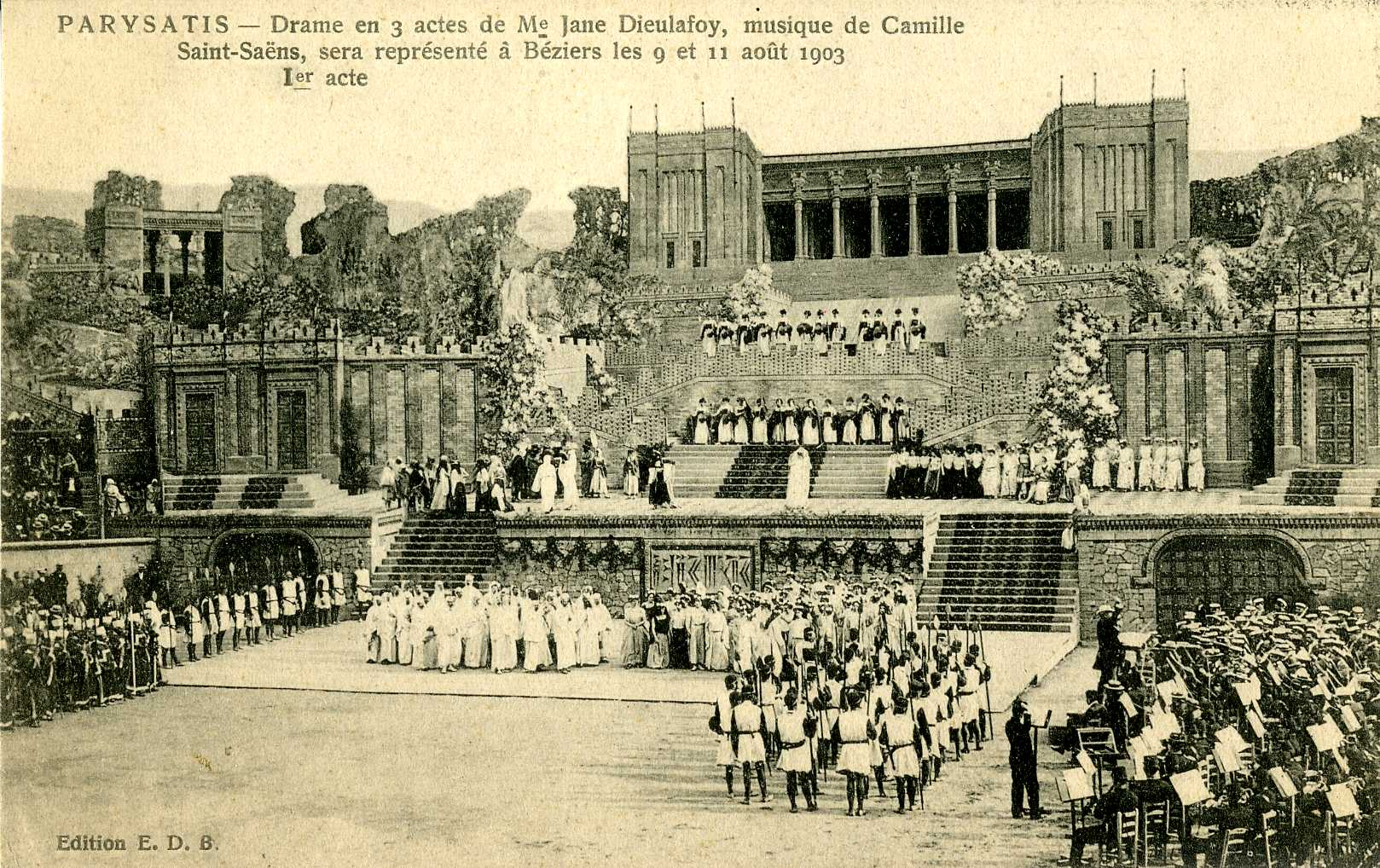
اپرای پروشات، نوشته شده توسط ژان دیولافوا با موسیقی کامی سن-سانس در سال ۱۹۰۲

- سیارک ۸۸۸ پروشات، کشف‌شده توسط ماکس ولف، به نام او نام‌گذاری شده‌است.
- ژان دیولافوا در سال ۱۸۹۰ رمانی به نام پروشات نوشت. این رمان بعداً توسط کامی سن-سانس در سال ۱۹۰۲ تبدیل به نمایشنامه‌ای با موسیقی دستگاهی شد.
- جیمز انسور یک قلم‌زنی به نام «ملکه پروشات در حال کشتن یک خواجه» (La Reine Parysatis ecorchant un eunuque) دارد که اعدام ماسابات را نشان می‌دهد.

## تبارنامه
|  |  |  |  |                                     |                                     |                                     |                                     |                                     |                                     |                    |                    |                                 |                                 |                                  |                                  |                                  |                                  |                                  |                                  |                                   |                                   | اردشیر یکم پنجمین شاهنشاه هخامنشی |                                   |                                   |                                   |                         |                         |  |  |                     |                     |                     |                     |                     |                     |             |             |                              |                              |                              |                              |                              |                              |  |  |  |  |  |  |  |  |  |  |  |  |  |  |  |  |  |  |  |  |
|  |  |  |  |                                     |                                     |                                     |                                     |                                     |                                     |                    |                    |                                 |                                 |                                  |                                  |                                  |                                  |                                  |                                  |                                   |                                   |                                   |                                   |                                   |                                   |                         |                         |  |  |                     |                     |                     |                     |                     |                     |             |             |                              |                              |                              |                              |                              |                              |  |  |  |  |  |  |  |  |  |  |  |  |  |  |  |  |  |  |  |  |
|  |  |  |  |                                     |                                     |                                     |                                     |                                     |                                     |                    |                    |                                 |                                 |                                  |                                  |                                  |                                  |                                  |                                  |                                   |                                   |                                   |                                   |                                   |                                   |                         |                         |  |  |                     |                     |                     |                     |                     |                     |             |             |                              |                              |                              |                              |                              |                              |  |  |  |  |  |  |  |  |  |  |  |  |  |  |  |  |  |  |  |  |
|  |  |  |  |                                     |                                     |                                     |                                     |                                     |                                     |                    |                    |                                 |                                 |                                  |                                  |                                  |                                  |                                  |                                  |                                   |                                   |                                   |                                   |                                   |                                   |                         |                         |  |  |                     |                     |                     |                     |                     |                     |             |             |                              |                              |                              |                              |                              |                              |  |  |  |  |  |  |  |  |  |  |  |  |  |  |  |  |  |  |  |  |
|  |  |  |  | خشایارشای دوم ششمین شاهنشاه هخامنشی | خشایارشای دوم ششمین شاهنشاه هخامنشی | خشایارشای دوم ششمین شاهنشاه هخامنشی | خشایارشای دوم ششمین شاهنشاه هخامنشی | خشایارشای دوم ششمین شاهنشاه هخامنشی | خشایارشای دوم ششمین شاهنشاه هخامنشی |                    |                    | سغدیانوس هفتمین شاهنشاه هخامنشی | سغدیانوس هفتمین شاهنشاه هخامنشی | سغدیانوس هفتمین شاهنشاه هخامنشی  | سغدیانوس هفتمین شاهنشاه هخامنشی  | سغدیانوس هفتمین شاهنشاه هخامنشی  | سغدیانوس هفتمین شاهنشاه هخامنشی  |                                  |                                  | داریوش دوم هشتمین شاهنشاه هخامنشی | داریوش دوم هشتمین شاهنشاه هخامنشی | داریوش دوم هشتمین شاهنشاه هخامنشی | داریوش دوم هشتمین شاهنشاه هخامنشی | داریوش دوم هشتمین شاهنشاه هخامنشی | داریوش دوم هشتمین شاهنشاه هخامنشی |                         |                         |  |  |                     |                     | پروشات ملکه         | پروشات ملکه         | پروشات ملکه         | پروشات ملکه         | پروشات ملکه | پروشات ملکه |                              |                              |                              |                              |                              |                              |  |  |  |  |  |  |  |  |  |  |  |  |  |  |  |  |  |  |  |  |
|  |  |  |  | خشایارشای دوم ششمین شاهنشاه هخامنشی | خشایارشای دوم ششمین شاهنشاه هخامنشی | خشایارشای دوم ششمین شاهنشاه هخامنشی | خشایارشای دوم ششمین شاهنشاه هخامنشی | خشایارشای دوم ششمین شاهنشاه هخامنشی | خشایارشای دوم ششمین شاهنشاه هخامنشی |                    |                    | سغدیانوس هفتمین شاهنشاه هخامنشی | سغدیانوس هفتمین شاهنشاه هخامنشی | سغدیانوس هفتمین شاهنشاه هخامنشی  | سغدیانوس هفتمین شاهنشاه هخامنشی  | سغدیانوس هفتمین شاهنشاه هخامنشی  | سغدیانوس هفتمین شاهنشاه هخامنشی  |                                  |                                  | داریوش دوم هشتمین شاهنشاه هخامنشی | داریوش دوم هشتمین شاهنشاه هخامنشی | داریوش دوم هشتمین شاهنشاه هخامنشی | داریوش دوم هشتمین شاهنشاه هخامنشی | داریوش دوم هشتمین شاهنشاه هخامنشی | داریوش دوم هشتمین شاهنشاه هخامنشی |                         |                         |  |  |                     |                     | پروشات ملکه         | پروشات ملکه         | پروشات ملکه         | پروشات ملکه         | پروشات ملکه | پروشات ملکه |                              |                              |                              |                              |                              |                              |  |  |  |  |  |  |  |  |  |  |  |  |  |  |  |  |  |  |  |  |
|  |  |  |  |                                     |                                     |                                     |                                     |                                     |                                     |                    |                    |                                 |                                 |                                  |                                  |                                  |                                  |                                  |                                  |                                   |                                   |                                   |                                   |                                   |                                   |                         |                         |  |  |                     |                     |                     |                     |                     |                     |             |             |                              |                              |                              |                              |                              |                              |  |  |  |  |  |  |  |  |  |  |  |  |  |  |  |  |  |  |  |  |
|  |  |  |  |                                     |                                     |                                     |                                     |                                     |                                     |                    |                    |                                 |                                 |                                  |                                  |                                  |                                  |                                  |                                  |                                   |                                   |                                   |                                   |                                   |                                   |                         |                         |  |  |                     |                     |                     |                     |                     |                     |             |             |                              |                              |                              |                              |                              |                              |  |  |  |  |  |  |  |  |  |  |  |  |  |  |  |  |  |  |  |  |
|  |  |  |  |                                     |                                     | استاتیرای یکم ملکه                  | استاتیرای یکم ملکه                  | استاتیرای یکم ملکه                  | استاتیرای یکم ملکه                  | استاتیرای یکم ملکه | استاتیرای یکم ملکه |                                 |                                 | اردشیر دوم نهمین شاهنشاه هخامنشی | اردشیر دوم نهمین شاهنشاه هخامنشی | اردشیر دوم نهمین شاهنشاه هخامنشی | اردشیر دوم نهمین شاهنشاه هخامنشی | اردشیر دوم نهمین شاهنشاه هخامنشی | اردشیر دوم نهمین شاهنشاه هخامنشی |                                   |                                   | کوروش کوچک مدعی پادشاهی           | کوروش کوچک مدعی پادشاهی           | کوروش کوچک مدعی پادشاهی           | کوروش کوچک مدعی پادشاهی           | کوروش کوچک مدعی پادشاهی | کوروش کوچک مدعی پادشاهی |  |  | آمستریس شاهزاده‌خانم | آمستریس شاهزاده‌خانم | آمستریس شاهزاده‌خانم | آمستریس شاهزاده‌خانم | آمستریس شاهزاده‌خانم | آمستریس شاهزاده‌خانم |             |             | اوستانوس پدر بزرگ داریوش سوم | اوستانوس پدر بزرگ داریوش سوم | اوستانوس پدر بزرگ داریوش سوم | اوستانوس پدر بزرگ داریوش سوم | اوستانوس پدر بزرگ داریوش سوم | اوستانوس پدر بزرگ داریوش سوم |  |  |  |  |  |  |  |  |  |  |  |  |  |  |  |  |  |  |  |  |
|  |  |  |  |                                     |                                     | استاتیرای یکم ملکه                  | استاتیرای یکم ملکه                  | استاتیرای یکم ملکه                  | استاتیرای یکم ملکه                  | استاتیرای یکم ملکه | استاتیرای یکم ملکه |                                 |                                 | اردشیر دوم نهمین شاهنشاه هخامنشی | اردشیر دوم نهمین شاهنشاه هخامنشی | اردشیر دوم نهمین شاهنشاه هخامنشی | اردشیر دوم نهمین شاهنشاه هخامنشی | اردشیر دوم نهمین شاهنشاه هخامنشی | اردشیر دوم نهمین شاهنشاه هخامنشی |                                   |                                   | کوروش کوچک مدعی پادشاهی           | کوروش کوچک مدعی پادشاهی           | کوروش کوچک مدعی پادشاهی           | کوروش کوچک مدعی پادشاهی           | کوروش کوچک مدعی پادشاهی | کوروش کوچک مدعی پادشاهی |  |  | آمستریس شاهزاده‌خانم | آمستریس شاهزاده‌خانم | آمستریس شاهزاده‌خانم | آمستریس شاهزاده‌خانم | آمستریس شاهزاده‌خانم | آمستریس شاهزاده‌خانم |             |             | اوستانوس پدر بزرگ داریوش سوم | اوستانوس پدر بزرگ داریوش سوم | اوستانوس پدر بزرگ داریوش سوم | اوستانوس پدر بزرگ داریوش سوم | اوستانوس پدر بزرگ داریوش سوم | اوستانوس پدر بزرگ داریوش سوم |  |  |  |  |  |  |  |  |  |  |  |  |  |  |  |  |  |  |  |  |